# Ювілейний проспект (Кам'янське)
Ювілейний проспект — головний шлях у Кам'янське й центральну частину міста; розташована у Південному районі міста.
Ювілейний проспект бере початок від проспекту Свободи, йде на південний схід, переходить шляхопроводом над залізницею до автошляху Н 08, що проходить вулицями Дорожня й Січеславський шлях. Довжина — 2700 метрів
Проспектом ходить трамвай № 2 від вулиці Дунайська до ДМК.

## Історія
Первинна назва вулиці — Сталінська.
2000 року в нагоду святкування 250-річчя міста Жовтнева вулиця перейменована на Ювілейний проспект.

## Будівлі
- пам'ятник воїнам визволителям на площі Визволення
- № 37 — Дитячий садочок № 19

## Перехресні вулиці
- площа Визволення
- вулиця Володимира Сіренка
- вулиця Миколи Лисенка
- проспект Свободи
- вулиця Телефонічна
- вулиця Єдності
- вулиця Сурська
- вулиця Олени Пчілки
- провулок Республіканський
- провулок Богдана Хмельницького
- вулиця Івана Сірка
- провулок Цирковий
- вулиця Гетьмана Дорошенка
- вулиця Дорожня (автошлях Н 08)
- вулиця Січеславський шлях (автошлях Н 08)